# Riccardo Recchia
Riccardo Recchia (San Donà di Piave, 12 agosto 1958) è un regista televisivo italiano.

## Biografia
Nipote del regista televisivo Beppe Recchia, dopo gli studi classici si laurea in giurisprudenza nel 1984 a Parma ed entra nel mondo della televisione come autore e regista per alcune televisioni private locali. Ha  iniziato la sua carriera ad Antenna 3 Lombardia con la regia dell'Accademia di Brera con Gianni Brera e Scorribande.
Dal 1990 è entrato in Fininvest curando la regia delle esterne di Emilio, con Zuzzurro e Gaspare, Teo Teocoli e Giorgio Faletti. Da quel momento, ha avviato la sua carriera a livello nazionale curando la regia di numerosi varietà come Magico David, Striscia la notizia, Zelig, Love Bugs, Colorado, Il Teo, Sandra e Raimondo Supershow, Cultura moderna.
Nel corso della sua carriera ha lavorato anche nella TSI, televisione pubblica della svizzera italiana, per Telemontecarlo, per la RAI e altre realtà televisive satellitari.